# Ива золотистоволосистая
Ива золотистоволосистая (Ива желтокорая, Хрисокома, лат. Salix × sepulcralis 'Chrysocoma') — сорт ивы. Гибрид ивы вавилонской и ивы белой. Дерево средних размеров с диаметром кроны взрослого дерева до 20 метров и высотой до 20 метров. Крона раскидистая, плакучей формы, со свисающими побегами. Продолжительность жизни составляет примерно 30—40 лет. Кора серая. Побеги золотисто-жёлтые. Листья ланцетной формы, матовые, осенью жёлто-зелёного цвета. Распускается в мае. Цветёт в феврале—марте жёлтыми серёжками. Светолюбивое растение. Декоративное растение. Зоны морозостойкости: 4-6.
Вредители:
- Листовёртка кривоусая ивовая (Pandemis heparana)
- Цветочные мухи